# 1451 Granö
1451 Granö este un asteroid din centura principală, descoperit pe 22 februarie 1938, de Yrjö Väisälä.